# Otroci
Otroci (cyr. Отроци) – wieś w Serbii, w okręgu raskim, w gminie Vrnjačka Banja. W 2011 roku liczyła 498 mieszkańców.